# Live in Moscow (альбом «Браво»)
Live in Moscow — концертный альбом группы «Браво», вышедший в 1994 году

## Об альбоме
Live in Moscow записан в ГЦКЗ «Россия» на концерте, посвящённом десятилетнему юбилею группы «Браво» в 1993 году. Солисты — Валерий Сюткин и Жанна Агузарова.

## Список композиций
1. «Вступление»
2. «Добрый вечеp, Москвa» Авторы: Е. Хавтан, В. Степанцов
3. «Мне грустно и легко» Авторы: Е. Хавтан, В. Степанцов
4. «Вася» Авторы: Е. Хавтан, В. Сюткин
5. «Стильный оpaнжевый галстук» Авторы: Е. Хавтан, В. Сюткин
6. «Я — то, что надо» Авторы: В. Сюткин
7. «Верю я» Авторы: С. Бритченков, И. Сукачев
8. «Открытие» Авторы: Е. Хавтан, Ж. Агузарова
9. «Чудесная стpaнa» Авторы: Е. Хавтан, И. Понизовский
10. «Будь со мной» Авторы: Е. Хавтан, Ж. Агузарова
11. «Старый отель» Авторы: Е. Хавтан, К. Кавалерян
12. «Желтые ботинки» Авторы: Е. Хавтан, Ж. Агузарова
13. «Медицинский институт» Авторы: Е. Хавтан, С.Чёрный
14. «Звездный кaталог» Авторы: Е. Хавтан, А. Тарковский
15. «Кошки» Авторы: Е. Хавтан, У. Дж. Смит
16. «Московский бит» Авторы: Е. Хавтан, В. Сюткин
17. «Пилот 12-45» Авторы: Е. Хавтан, В. Сюткин
18. «Как жаль» Авторы: Е. Хавтан, В. Сюткин
19. «Чёрный кот» Авторы: Ю. Саульский, М. Танич
20. «Ленинградский рок-н-ролл» Авторы: Е. Хавтан, Ж. Агузарова
21. «Вот и всё» Авторы: Е. Хавтан, В. Сюткин
22. «Окончание»

## Участники записи
- Валерий Сюткин — вокал, гитара.
- Жанна Агузарова — вокал.
- Евгений Хавтан — гитара.
- Павел Кузин — ударные.
- Игорь Данилкин — ударные.
- Александр Степаненко — саксофон.
- Алексей Иванов — саксофон.
- Дмитрий Гайдуков — бас-гитара.
- Андрей Конусов — бас-гитара.
- Сергей Бушкевич — труба.
- Денис Мажуков — фортепиано.